# Acacia lasiophylla
Acacia lasiophylla é uma espécie de leguminosa do gênero Acacia, pertencente à família Fabaceae.